# Intel Extreme Masters

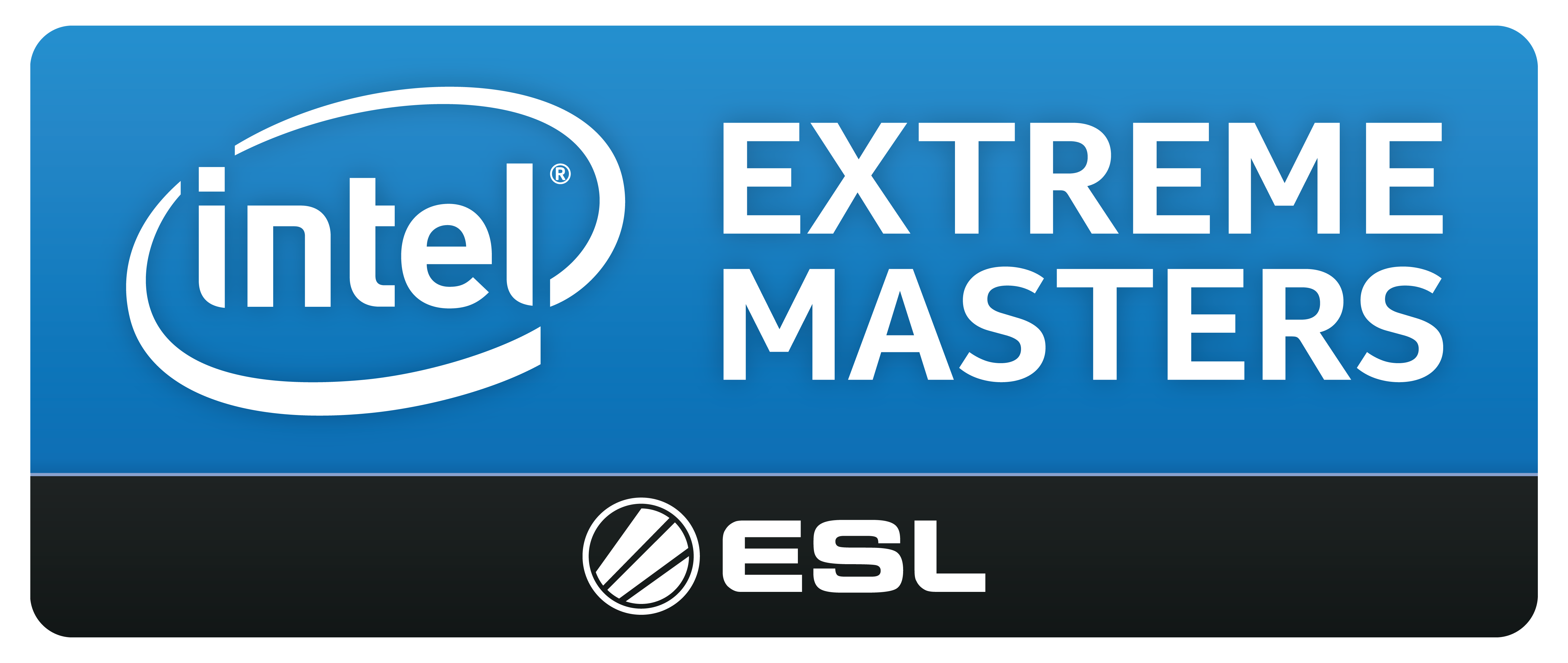
Logo turnieju stosowane od 2014 roku

Intel Extreme Masters (IEM) – seria międzynarodowych turniejów esportowych odbywających się w miastach na całym świecie. Pierwszy raz wydarzenie odbyło się w 2006. Od 2013 światowe finały turnieju odbywają się w katowickim Spodku (hali widowiskowej). Podczas finału w 2017, po raz pierwszy finały Intel Extreme Masters zostały rozdzielone na dwa weekendy.

## Historia
Po raz pierwszy Intel Extreme Masters miało miejsce w 2006, a finał odbył się na targach Cebit w Hanowerze. Turniej ten był początkowo ligą europejską, a dopiero w drugim sezonie 2007-2008 otrzymał rangę ligi ogólnoświatowej. Początkowo gracze rywalizowali w Counter-Strike i Warcraft III: Reign of Chaos. Gry z gatunku FPS oraz strategiczne stały się fundamentem rozwoju e-sportu ze względu na spektakularny charakter rozgrywek. Wzrost popularności innych gier (w tym wypadku MOBA) spowodował dodanie w V sezonie do rozgrywek produkcji League of Legends. W 2010 natomiast organizatorzy postanowili dołączyć grę StarCraft II: Wings of Liberty, zastępując nią WarCrafta. W kolejnym sezonie, z puli gier turniejowych został wykluczony Counter Strike. Finał ósmego sezonu wydarzenia po raz pierwszy odbył się w Katowicach, które zastąpiły Hannover. W tym samym roku jako turniej dodatkowy pojawiły się rozgrywki gry FPS – Counter-Strike: Global Offensive. Gra ta zastąpiła Counter-Strike’a, który rok wcześniej został z puli gier usunięty. Od VIII sezonu do puli gier dodatkowych została dodana także karcianka Hearthstone. W 2018 roku odbyły się także turnieje gier Heroes of the Storm i Tom Clancy’s Rainbow Six Siege.
Od 2013 roku wydarzenie odbywa się w Polsce. Mistrzostwa odbywały się na hali katowickiego Spodka, a od 2015 równolegle do nich odbywa się również IEM EXPO w Międzynarodowym Centrum Kongresowym w Katowicach. W 2016 i 2017 roku w trakcie wydarzenia odbył się także Meetup – wydarzenie integrujące YouTuberów i ich widzów. Bilety w 2016 roku wyprzedały się w ciągu 15 minut. W X sezonie (2016) halę Spodka odwiedziło ponad 113 tysięcy osób.
W 2017 wydarzenie odbyło się po raz pierwszy w dwa weekendy. Od 25 do 26 lutego trwały mistrzostwa w League of Legends, natomiast od 3 do 5 marca trwały mistrzostwa w Counter-Strike: Global Offensive, StarCraft II: Wings of Liberty, a także targi IEM Expo oraz Meetup, który odwiedzili najwięksi polscy YouTuberzy. Od 2018 roku nie organizuje się rozgrywek w League of Legends. Na jego miejsce wstawiono turniej ESL One, gdzie drużyny aż do 2019 walczyły o puchar w grze Dota 2. W międzyczasie odbyły się również zawody w wielu innych znanych grach, m.in. PUBG czy Fortnite. W 2019 roku po raz pierwszy w historii rozgrywki CS:GO odbywające się podczas Intel Extreme Masters uzyskały tytuł Majora – turnieju wspieranego przez twórców gry. W 2020 roku impreza po raz pierwszy od 2017 zajmie jeden weekend.
W 2020 roku ze względu na zagrożenie epidemiologiczne związane z wirusem SARS-CoV-2 finał został zamknięty dla publiczności decyzją wojewody śląskiego Jarosława Wieczorka.
Od 2026 roku wydarzenie będzie odbywać się w krakowskiej Tauron Arenie.

## Organizacja
Organizacją wydarzenia zajmuje się ESL, które należy do niemieckiej spółki Turtle Entertainment. Turnieje organizowane są w wielu miastach na całym świecie